# 王宗舜 (嘉靖進士)
王宗舜（？—？），原名王宗彝，字用中，號耕山，山西平陽府解州聞喜縣人，軍籍，明朝政治人物。

## 生平
嘉靖三十一年（1552年）壬子科山西鄉試第三十四名舉人。嘉靖三十二年（1553年）中式癸丑科會試第三百九十三名，三甲第一百六十七名進士。大理寺观政，授河南卫辉府推官，三十六年八月考选，授南京湖广道試御史。后起补浙江道御史，隆慶二年四月升河南布政使司左參議，五年正月升山东按察司副使，萬曆二年（1574年）正月升陕西参政。

## 家族
曾祖王佐；祖父王懋，壽官；父王澄，訓導。前母盧氏；母張氏。兄王宗夏、王宗孔、王宗尧（举人）、王宗孟（生员）、弟王宗禹、王宗汤、王宗文（生员）、王宗武。